# Actuador pneumàtic

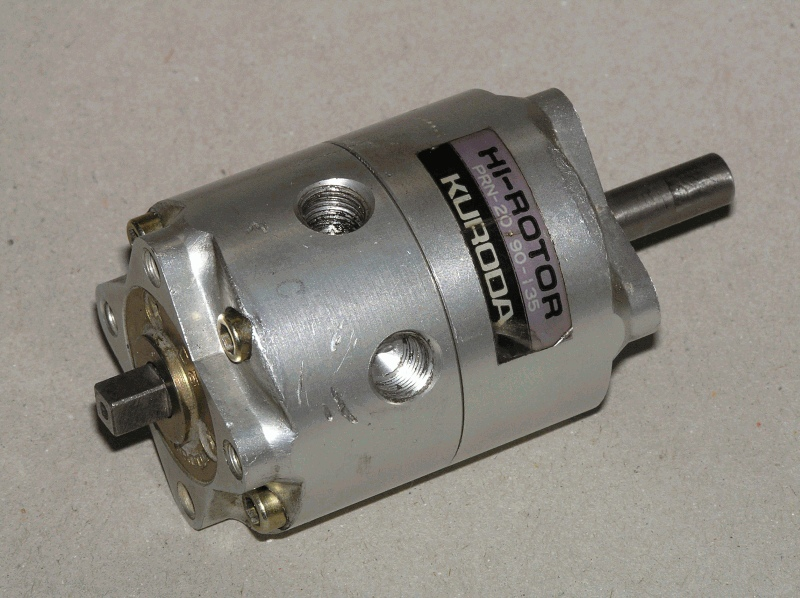
Actuador pneumàtic rotatiu

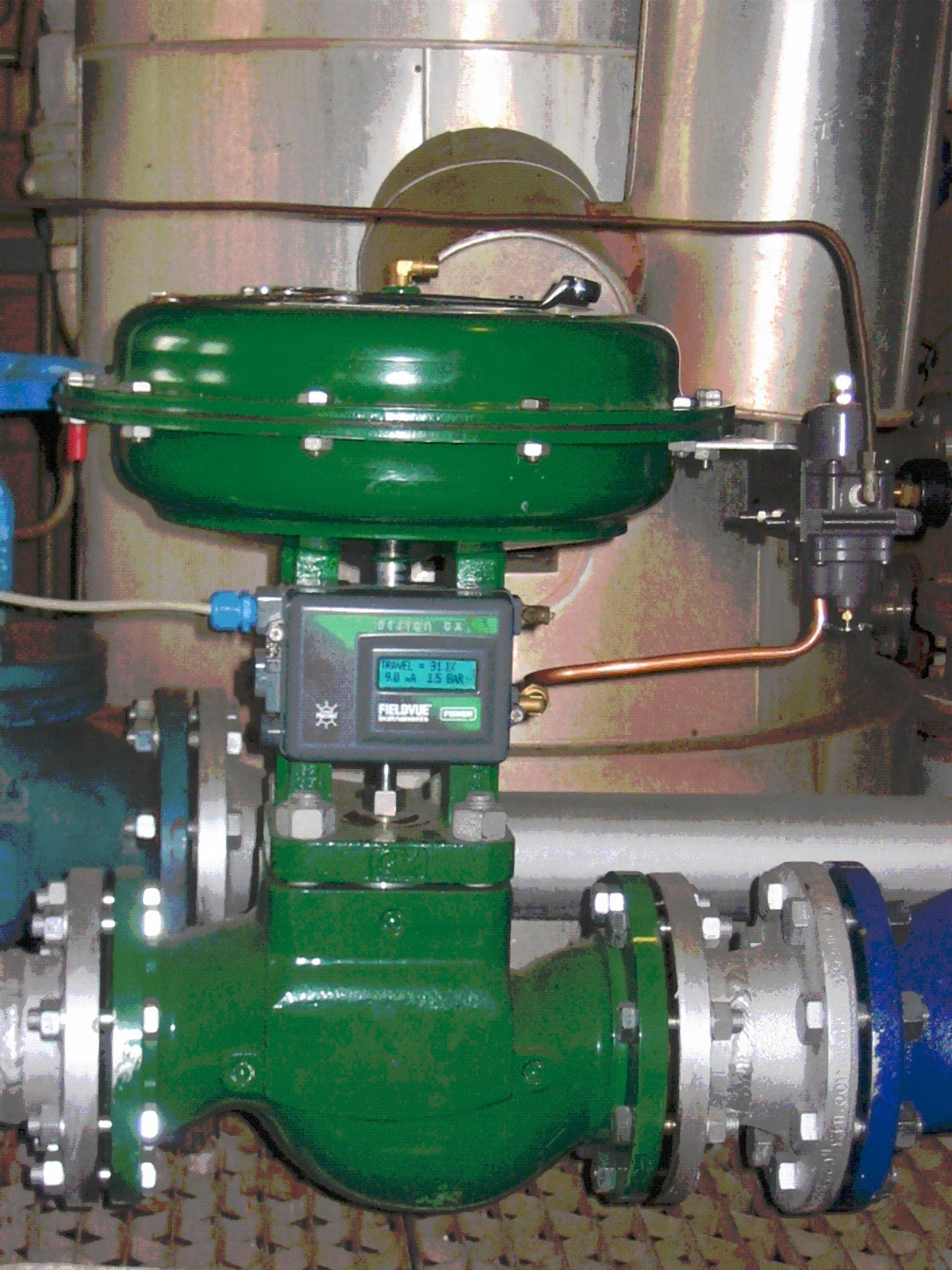
Vàlvula de control de globus amb actuador de diafragma pneumàtic i posicionador "intel·ligent" que també retornarà al controlador la posició real de la vàlvula

Un actuador pneumàtic és un dispositiu mecànic que utilitza l'energia de l'aire comprimit per generar força, que permet utilitzar-lo com a actuador per posar en moviment els elements d'una màquina. Els cilindres pneumàtics, gràcies a l’ús d’un mitjà net, que és l'aire, generen molta menys contaminació que els elements hidràulics.

## Components d'un actuador pneumàtic
- folre de cilindre
- portada
- contraportada
- pistó

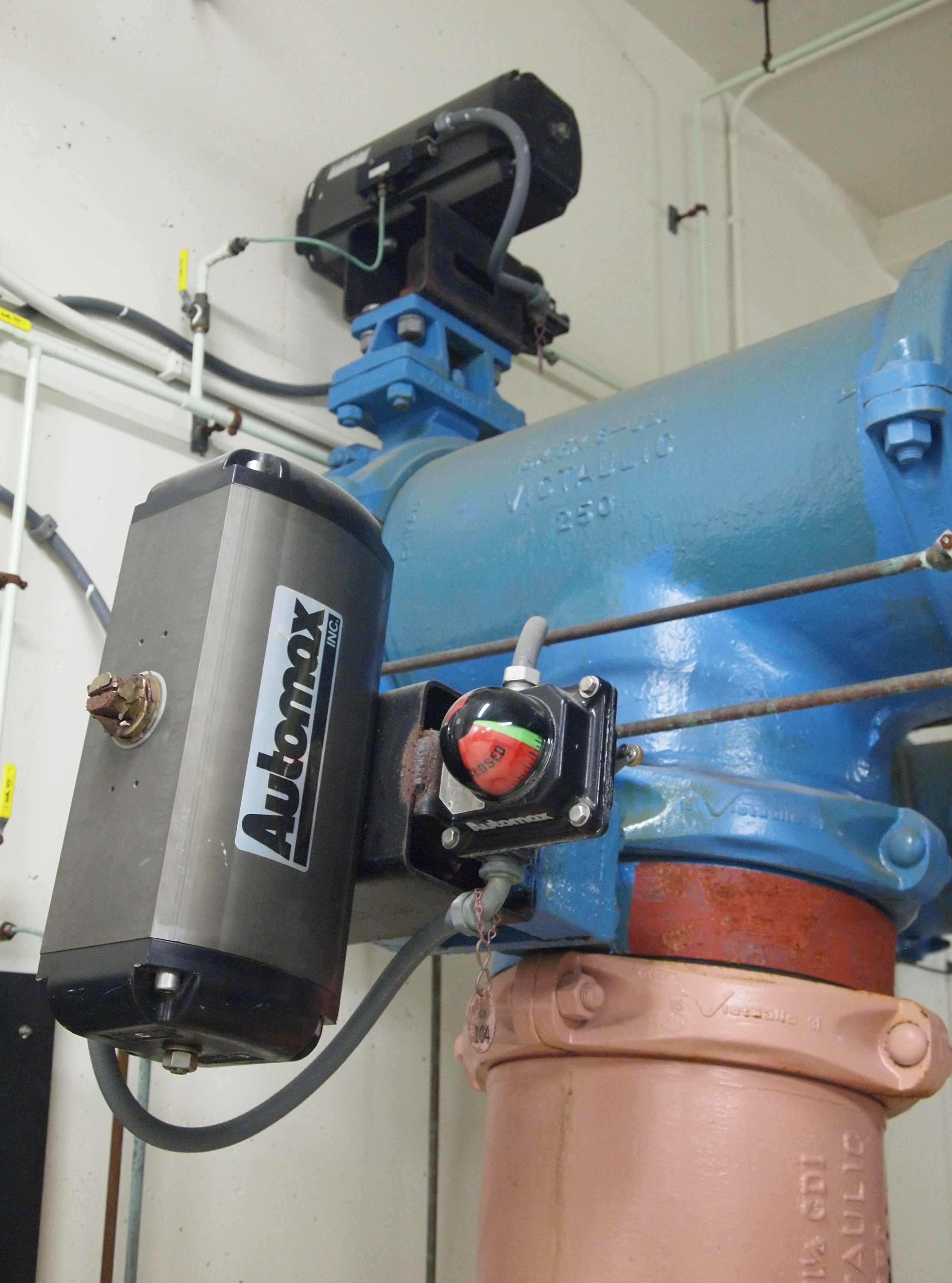
Actuadors de cremallera i pinyó pneumàtics per al control de vàlvules de canonades d'aigua

- connexió del moviment de l’anell de tancament del pistó
- vareta de pistó
- boixa de guia
- un anell de tancament situat a la coberta frontal
- anell rascador[1]

## Tipus de cilindres pneumàtics
Tot i que els cilindres pneumàtics varien en aspecte, mida i funció, generalment entren en una de les categories específiques que es mostren a continuació. No obstant això, hi ha molts altres tipus de cilindres pneumàtics, molts dels quals estan dissenyats per realitzar funcions específiques i especialitzades.
Paràmetres tècnics bàsics que descriuen els actuadors pneumàtics:
- diàmetre del cilindre pneumàtic: de 8 mm a 320 mm (es consideren inusuals diàmetres més grans)
- gamma de cops de treball des d'1 mm fins a aproximadament 3000 mm (a causa de la disponibilitat de la màniga)
- forces útils quan es subministra amb una pressió estàndard de 0,63 MPa de 5 daN a 5000 daN
- interval de pressió de treball de 0,05 MPa a 1,6 MPa
- interval de temperatura de funcionament de –20 a + 180 ° C (segons els segells utilitzats)
- mitjà de treball: aire comprimit netejat a un valor mínim. 40 μm, lubricat amb boira d’oli o aire netegat i no lubricat (requereix una filtració més completa d’uns 20 μm)[2]

En funció de la construcció, els actuadors es divideixen en:
Tipus de moviment de treball
- de simple efecte: en actuadors de simple efecte, el mitjà de treball, aire, se substitueix per una molla. El pistó es mou amb aire comprimit en la direcció de la càrrega més gran. En absència de càrregues cap al costat oposat, la molla fa que la barra del pistó torni a la seva posició original. Amb aquest tractament, podem utilitzar menys aire, cosa que es tradueix en una menor demanda d’ electricitat i, a més, provoca menys tensió al compressor
- de doble efecte: els productes més populars que s'utilitzen en la majoria d’aplicacions són els cilindres de doble efecte. En aquest tipus d'actuadors, l'aire es subministra alternativament a les dues cambres, mentre que les cambres oposades del cilindre estan ventilades. L’aire comprimit subministrat pressuritza el pistó, que estén la vareta del pistó. A continuació, per ocultar l'actuador, es subministra aire des de l'altre costat de l'actuador.[5]

Tipus d'element de treball
- pistó: és el producte més popular entre els cilindres pneumàtics que s'utilitzen en moltes indústries. S'utilitza per aixecar, moure, girar o tallar elements.
- émbol
- membrana
- manxa
- bossa i tub

Presència d'una vareta de pistó
- vareta de pistó: l’actuador és la vareta de l’actuador
- sense varetes: l'element executiu és un carro.

## Ús
Tot i que l’objectiu més comú d’aquest tipus d’actuadors és la indústria, es fan servir en cilindres hidràulics, motors d’aire i en músculs pneumàtics, s'utilitzen fora de les naus de producció, per exemple, en dispositius utilitzats pels bombers, com ara els cisells o els esparcidors. Es poden trobar en cotxes, on s'utilitzen per obrir portes i portes, i en camions, s'utilitzen per posar en marxa plataformes de descàrrega.També hi ha dispositius que utilitzen actuadors pneumàtics a les llars i oficines, en alguns mobles, per exemple, butaques de despatx o portes d’armaris i actuadors per obrir i tancar portes de les cases. En edificis públics es poden trobar a les portes automàtiques .

## Avantatges dels cilindres pneumàtics
L’avantatge dels actuadors pneumàtics és que són relativament senzills de construir i operar. El mitjà de conducció, l’aire comprimit, és fàcilment accessible des de qualsevol lloc. D'aquí el seu ús quan no es poden utilitzar actuadors elèctrics a causa de la manca d'electricitat. Un altre avantatge són les possibles condicions de funcionament extremes, tant a temperatures molt baixes com molt altes. La seguretat també és un avantatge important. Són neutres pel medi ambient i són segurs per al seu funcionament.
Els avantatges dels actuadors pneumàtics també inclouen el fet que es poden fabricar per encàrrec individual segons els requisits del client. Hi ha moltes empreses que ofereixen una àmplia gamma d’aquests cilindres per a diversos usos, cosa que significa que poques vegades hi ha problemes amb la seva compra.

## Normes de fabricació
La majoria dels actuadors disponibles a la venda estan coberts per normes, cosa que crea una sèrie d’avantatges per als clients. La normalització facilita la selecció dels elements de fixació i la possibilitat d’independència d’un proveïdor, ja que els actuadors són totalment intercanviables. Es poden trobar les següents normes al mercat polonès:
- ISO6432 (cilindres rodons amb diàmetres de 8 a 25 mm)
- ISO15552 (cilindres de perfil amb diàmetres de 32 a 125 mm)
- ISO21287 (cilindres compactes amb diàmetres de fi 16 a fi 100 mm)
- UNITOP (cilindres compactes amb diàmetres de fi 16 a fi 100 mm)

Les normes enumerades anteriorment defineixen les dimensions d’instal·lació que ha de tenir l’actuador per tal de complir la norma. La manca d'estandardització en la categoria de materials fa que els actuadors d'una norma es fabriquin en diverses variants de material.